# Cổng St. Florian

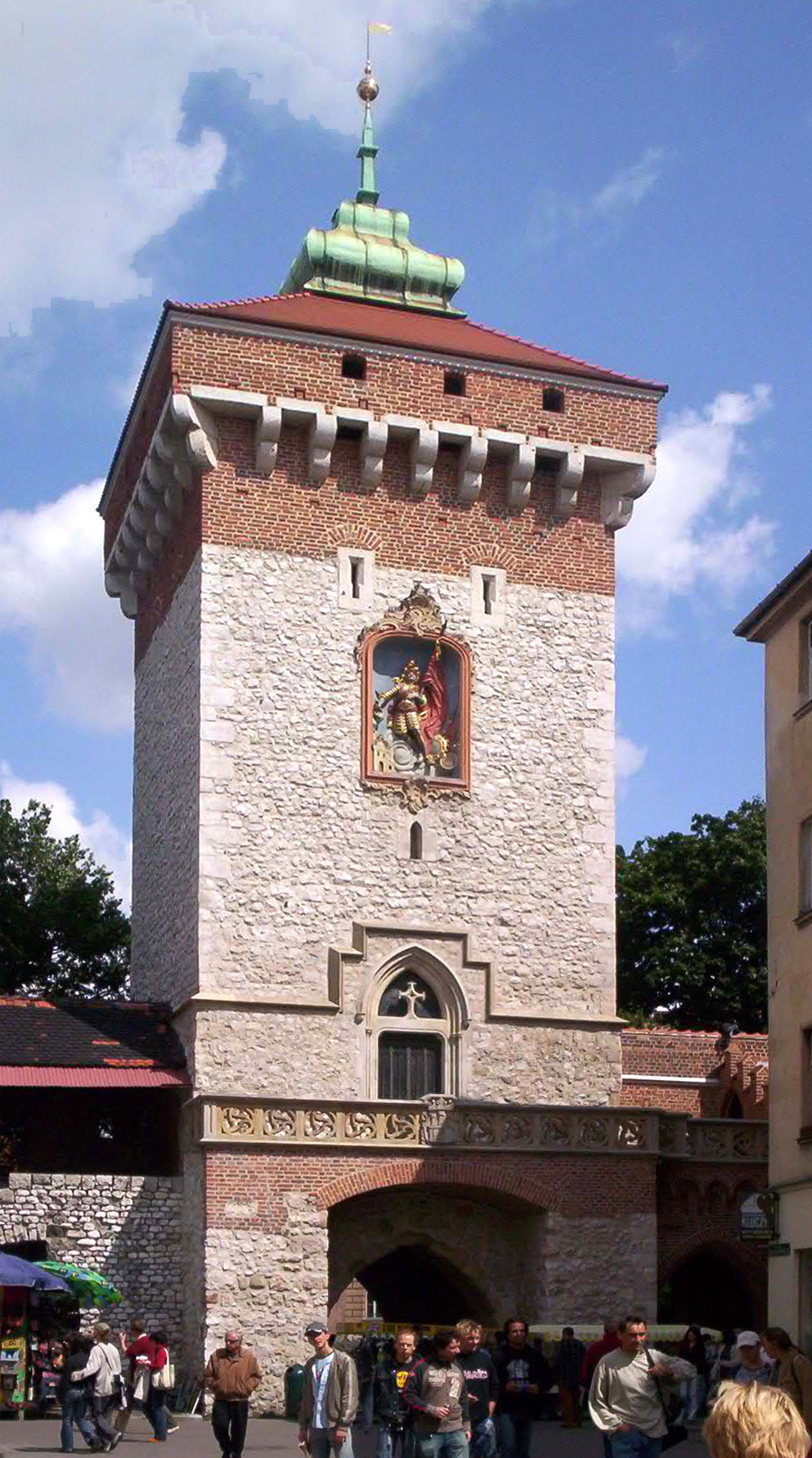
Cổng St. Florian, Krakow

Cổng St. Florian hoặc Cổng Florian (tiếng Ba Lan: Brama Floriańska)  tại Kraków, Ba Lan, là một trong những tòa tháp Gothic Ba Lan nổi tiếng nhất và là tâm điểm của Khu phố cổ của Krakow. Nó được xây dựng khoảng thế kỷ 14 như một tháp "đá hoang dã" hình chữ nhật theo kiến trúc Gothic, là một phần của pháo đài thành phố chống lại đội quân Thổ Nhĩ Kỳ tấn công.

## Lịch sử

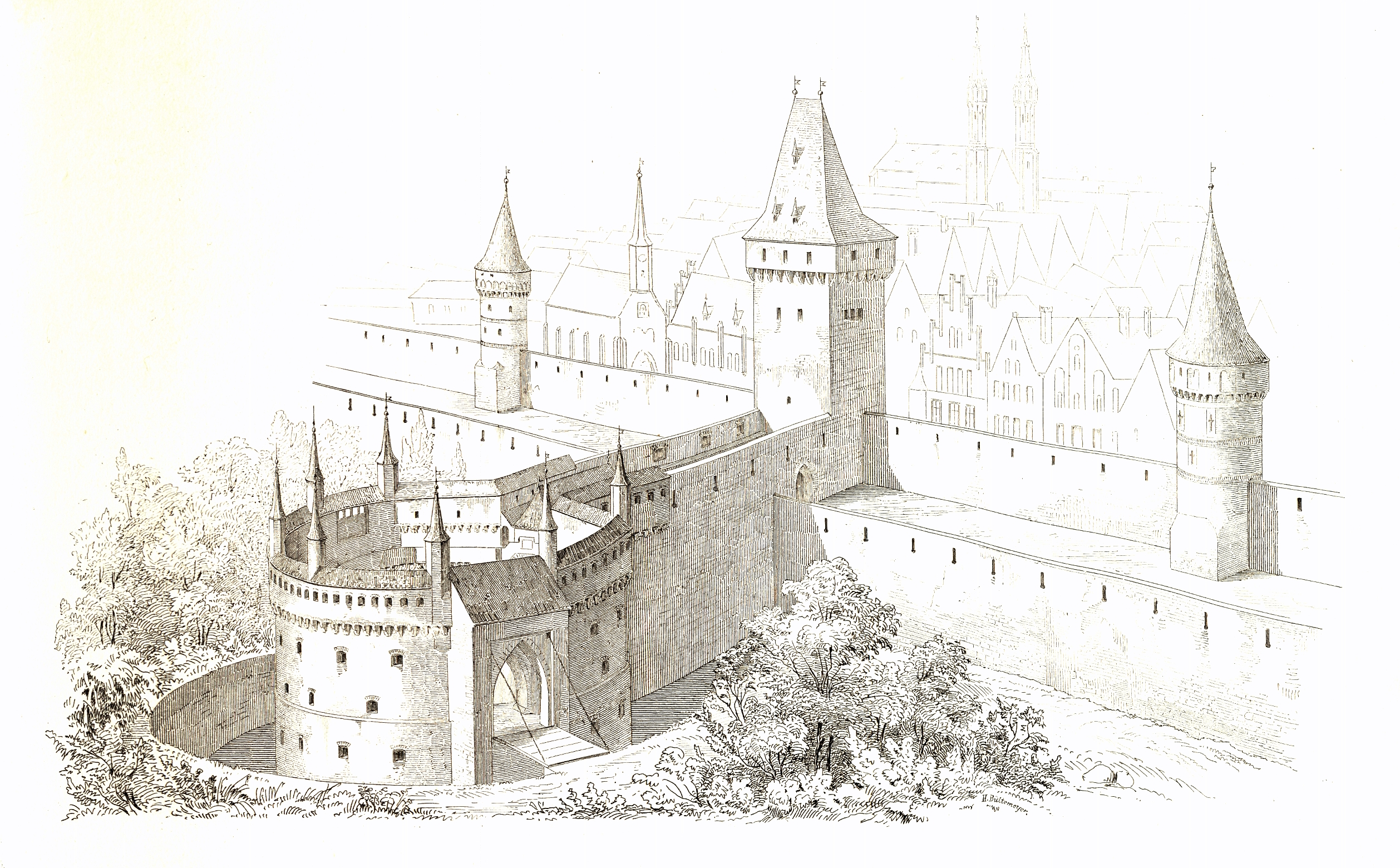
Sự xuất hiện ban đầu của Cổng St. Florian và Barbican (1857)

Tòa tháp, được đề cập lần đầu tiên vào năm 1307, đã được xây dựng như một phần của thành lũy bảo vệ xung quanh Kraków sau cuộc tấn công Tatar năm 1241 đã phá hủy hầu hết thành phố. Giấy phép xây dựng hệ thống phòng thủ thành phố mới bao gồm tháp canh đá, cổng kiên cố và hào nước được Hoàng tử Leszek II the Black cấp vào năm 1285. Cánh cổng được đặt theo tên của Thánh Florian trở thành lối vào chính của Phố cổ. Nó được kết nối bởi một cây cầu dài đến một thành lũy tròn (Barbakan) dựng lên bằng gạch ở phía bên kia của con hào. Cánh cổng được quản lý bởi Hiệp hội Buôn da Kraków. Theo hồ sơ, đến năm 1473 có 17 tòa tháp bảo vệ thành phố; một thế kỷ sau, có 33. Ở đỉnh cao của sự tồn tại của nó, bức tường có 47 tháp canh và tám cổng. Ngoài ra, vào năm 1565-66, một kho vũ khí của thành phố đã được xây dựng bên cạnh Cổng St.Florian
Tháp Cổng cao 33,5 mét. "Mũ bảo hiểm" kim loại Baroque đặt trên mái cổng, được xây dựng vào năm 1660 và được cải tạo vào năm 1694, thêm một mét nữa vào chiều cao của cổng. Brama Floriańska là cổng thành phố duy nhất, trong số tám cổng ban đầu được xây dựng từ thời Trung cổ, không cổng nào bị tháo dỡ trong quá trình "hiện đại hóa" của Krakow thế kỷ 19. Các bức tường thành phố liền kề và hai tòa tháp nhỏ hơn, nhỏ hơn đã được bảo tồn và ngày nay có các màn trình diễn nghệ thuật nghiệp dư trên đường phố.
Mặt phía nam của Cổng St. Florian được trang trí với bức phù điêu thế kỷ 18 của Thánh Florian. Mặt phía bắc của tòa tháp có một con đại bàng đá được Zygmunt Langman chạm khắc vào năm 1882, dựa trên một thiết kế của họa sĩ Jan Matejko. Bên trong cổng là một bàn thờ với một bản sao phong cách Baroque thời kì cuối của một bức tranh cổ điển của Piaskowa Madonna.

## Con đường Hoàng gia
Con đường Hoàng gia của Kraków bắt đầu tại Cổng St. Florian và cổng là một điểm chấm dứt ở đầu phía bắc của nó. Nó đã từng là nơi đi qua của các vị vua và hoàng tử, các phái viên nước ngoài và các vị khách quý, và các cuộc diễu hành và lễ đăng quang. Họ đã đi lên ulica Floriańska (đường St. Florian) đến Quảng trường chính và trên ulica Grodzka (Phố Lâu đài) đến Lâu đài Wawel.
Vào đầu thế kỷ 19, thành phố mở rộng phần lớn đã vượt xa giới hạn của các bức tường thành phố cổ. Các bức tường đã rơi vào tình trạng hư hỏng trong một trăm năm do thiếu bảo trì sau các đợt Phân vùng của Ba Lan. Con hào tù đọng được nuôi dưỡng bởi sông Rudawa là bãi rác thải bất hợp pháp và gây lo ngại cho sức khỏe của thành phố. Những cảnh tượng xấu xí như vậy đã truyền cảm hứng cho Hoàng đế Franz I của Áo-Hung ra lệnh tháo dỡ các bức tường thành phố. Tuy nhiên, vào ngày 13 tháng 1 năm 1817, Giáo sư Feliks Radwański của Đại học Jagiellonia đã thuyết phục được Phiên họp của Thượng viện Cộng hòa Kraków để hợp pháp hóa việc bảo tồn một phần các công sự cũ của Cổng St.Florian và thành lũy liền kề.

## Những bức tường thành phố
Cho đến thế kỷ 19, Kraków có những bức tường thành phố thời trung cổ đồ sộ. Bức tường bên trong rộng khoảng 2,4 mét và cao 6-7 mét. Mười mét bên ngoài của bức tường bên trong là một bức tường bên ngoài, thấp hơn. Các bức tường được xen kẽ bởi các tháp phòng thủ cao 10 mét. Vào thế kỷ 19 - ngay trước khi chúng bị chính quyền Áo phá hủy - có 47 tòa tháp vẫn đứng vững. Bây giờ chỉ còn lại ba tòa tháp theo kiến trúc Gô-tích ở Krakow: Carpenters', Haberdashers' và Joiners', kết nối với Cổng St.Florian

## liên kết ngoài
Tư liệu liên quan tới Florian Gate in Kraków tại Wikimedia Commons
- (tiếng Ba Lan) Giới thiệu về Cổng Florian và Tường Thành tại www.krakow4u.pl
- Giới thiệu về Cổng Gate tại www.cracowonline.com